# Manfred-Wörner-Medaille
Die Manfred-Wörner-Medaille wird seit 1996 jährlich durch den Bundesminister der Verteidigung der Bundesrepublik Deutschland an Persönlichkeiten verliehen, die sich in „besonderer Weise um Frieden und Freiheit in Europa verdient gemacht haben“. 
Die Medaille wurde im Gedenken an den am 13. August 1994 verstorbenen ehemaligen Verteidigungsminister und NATO-Generalsekretär Manfred Wörner gestiftet. 

## Träger
- 1996: Richard Holbrooke, US-Diplomat und Sonderbeauftragter im Bosnien- und Kosovo-Konflikt

Holbrooke wurde am 16. Januar 1997 von Verteidigungsminister Volker Rühe ausgezeichnet. Er hatte sich während der Zeit als US-Botschafter in Deutschland um die deutsch-amerikanische Freundschaft außerordentlich verdient gemacht. Als Friedensvermittler in Dayton hat er darüber hinaus entscheidend dazu beigetragen, den Krieg im ehemaligen Jugoslawien zu beenden und den Friedensprozess voranzubringen. Das Abkommen von Dayton wurde am 14. Dezember 1995 in Paris unterzeichnet.
- 1997: Ewald-Heinrich von Kleist-Schmenzin, Verleger und Initiator der Wehrkundetagung in München
- 1998: Gerd Wagner, Botschafter, Stellvertreter des Hohen Repräsentanten für Bosnien und Herzegowina in Sarajevo, postum (Wagner (* 19. Mai 1942; † 17. September 1997) starb während seiner Bosnien-Mission bei einem Helikopterabsturz)
- 1999: Janusz Onyszkiewicz, polnischer Verteidigungsminister
- 2000: Elizabeth Pond, amerikanische Journalistin
- 2001: Karsten Voigt, Koordinator für die deutsch-amerikanische Zusammenarbeit im Auswärtigen Amt
- 2002: Javier Solana, Repräsentant für die Gemeinsame Außen- und Sicherheitspolitik der Europäischen Union und früherer NATO-Generalsekretär
- 2003: Catherine McArdle Kelleher, U.S. Naval War College, ehemalige Direktorin des Aspen-Institut in Berlin.
- 2005: Hans Koschnick, EU-Administrator von 1994 bis 1996 für die bosnische Stadt Mostar
- 2006: Christian Schwarz-Schilling, Hoher Repräsentant für Bosnien und Herzegowina
- 2007: Martti Ahtisaari, Sonderbeauftragter des Generalsekretärs der Vereinten Nationen für das Kosovo
- 2009: Jörg Schönbohm, ehemaliger General der Bundeswehr, Politiker der CDU
- 2010: Horst Teltschik, ehemaliger Vize-Kanzleramtschef und von 1999 bis 2008 Veranstalter der Münchener Sicherheitskonferenz
- 2011: Hans-Friedrich von Ploetz, von 1989 bis 1993 deutscher NATO-Botschafter und Ständiger Vertreter im NATO-Rat
- 2012: Klaus Naumann, ehemaliger Bundeswehr-Generalinspekteur und Vorsitzender des NATO-Militärausschusses
- 2014: Lothar Rühl, Politikwissenschaftler, Journalist und Staatssekretär a. D. im Bundesministerium der Verteidigung
- 2015: Wolfgang Ischinger, Jurist, Völkerrechtler und Diplomat, Vorsitzender der Münchner Sicherheitskonferenz
- 2016: Helga Schmid, deutsche Diplomatin, Generalsekretärin des Europäischen Auswärtigen Dienstes
- 2019: Jens Stoltenberg, NATO-Generalsekretär
- 2023: Dalia Grybauskaitė, frühere litauische Staatspräsidentin